# Bitch Better Have My Money
Singles de Rihanna
Towards the Sun
(2015) American Oxygen
(2015)
Bitch Better Have My Money est une chanson de l'artiste barbadienne Rihanna. Elle est écrite par Jamille Pierre, Badrilla Bourelly, Rihanna et Travis Scott et produite par ces derniers en compagnie de Deputy, Kanye West et WondaGurl. La chanson est disponible sur iTunes Store depuis le 26 mars 2015. D'un point de vue musical, la chanson diffère significativement du single précédent FourFiveSeconds, avec des sons trap et hip hop.
Les critiques sont plutôt mitigées : bien qu'elles trouvent la chanson entraînante, elles estiment qu'elle est moins réussie que FourFiveSeconds[réf. nécessaire]. Bitch Better Have My Money atteint le top 10 dans huit pays, dont la Nouvelle-Zélande et la France, ainsi que le top 20 dans six pays dont le Canada, les États-Unis et l'Australie. Rihanna a chanté la chanson aux iHeart Radio Music Awards le 29 mars 2015. Le clip est sorti le 2 juillet 2015.

## Développement et sortie
Bitch Better Have My Money a été écrite par Jamille Pierre, Bradilla Bourelly, Rihanna et Travis Scott et produite par Scott, Kanye West, Deputy et WondaGurl. Le 25 mars 2015, via son compte Twitter officiel, Rihanna a posté, "rihannaNOW.COM #R8 #BBHMM #March26". Peu après, elle a posté la pochette du single sur son compte officiel Instagram. La pochette en noir et blanc est accompagnée d'une photo de Rihanna prise par le photographe Paolo Roversi (photographe) avec des sourcils très soulignés portant une veste en cuir Le titre de la chanson est placé sur la gauche et est écrit en Braille.

## Composition
Bitch Better Have My Money est une chanson du genre trap, d'une durée de 3 minutes et 39 secondes. Dans sa prestation vocale pour la chanson, Rihanna utilise son accent barbadien natal, elle l'interprète sur un ton plus « colérique » que d'habitude. Le titre est parfois comparé à Pour It Up[réf. nécessaire].

## Clip vidéo
Le clip vidéo montre Rihanna kidnappant la femme d'un riche banquier interprété par Mads Mikkelsen.
En France, le clip est diffusé sur certaines chaînes musicales après 22h avec la signalétique  (-12 ans)  tandis que M6 Music le diffuse après 22h sans signalétique, dans une version plus courte et édulcorée où les scènes choquantes sont censurées.
Quelque temps après la sortie du clip, une scène coupée au montage a été dévoilée : lorsqu'elle poignarde le banquier.

## Réception
Brittany Spanos du magazine Rolling Stones a écrit : « sa prestation vocale n'a cessé d'évoluer depuis ses débuts pop, et Bitch Better Have My Money est probablement l’exercice le plus difficile ». Jason Lipshutz du magazine "Billboard" a attribué  la chanson 3 étoiles sur 5, précisant qu'à l'instar de We Found Love et Only Girl (In the World), Bitch Better Have My Money est faite pour faire vibrer les clubs.

## Classements musicaux
| Chart                | Meilleure position |
| -------------------- | ------------------ |
| Écosse               | 18                 |
| France               | 3                  |
| UK Singles Chart     | 29                 |
| Royaume-Uni R&B      | 6                  |
| États-Unis (Hot 100) | 15                 |